# チョコレート色

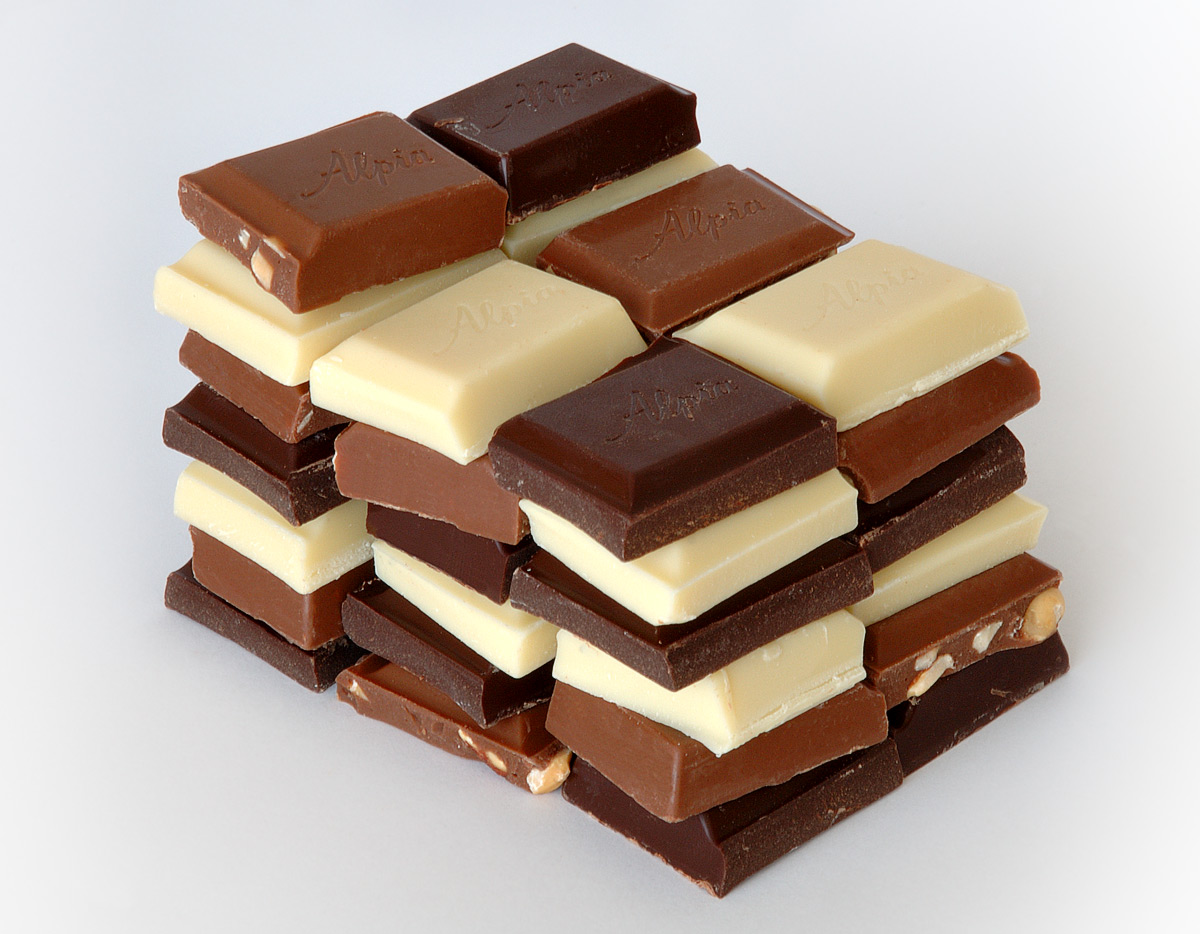
チョコレート

チョコレート色（チョコレートいろ）は、茶色の一種。チョコレートのような暗い茶色。類似している色はコーヒー色（暗褐色）である。

## 概要
カカオ豆は16世紀初頭、中米（メキシコ南部あたり、かつてマヤ文明の栄えていた地域）よりコルテスによってヨーロッパにもたらされたが、当初は砂糖を混ぜて飲む飲料として嗜好された。スペインから徐々に飲料として広まり、英語の文献では1737年にチョコレートが色名として使われている。その後「チョコレートブラウン色」(chocolate brown)という色名も出現し、こちらも現在でも使われている。
現在のように固形菓子として作られるのはもっと後、19世紀半ばになってからである。

## Webカラーにおけるチョコレート色
"chocolate"がウェブカラー名として登録されている。HTMLタグにおいて<span style="color:Chocolate">文字</span>と表記すると、右図のように16進数表記で#D2691Eにあたる色が表示される。これは一般的なチョコレート色に比べれば明るい。
なお、この色はウェブカラーにおける基本16色ではないため、ブラウザなどの環境によっては正しく表示されない。

## JISにおけるチョコレート色
日本工業規格では、JIS慣用色名において右図のようにマンセル値で定義されている。

## 近似色
- 土色
- 茶色
- こげ茶色
- 羊羹色（百塩茶）